# Ruch na rzecz ukrainizacji Polskiego Autokefalicznego Kościoła Prawosławnego
Ruch na rzecz ukrainizacji Polskiego Autokefalicznego Kościoła Prawosławnego – oddolny ruch, jaki pojawił się w Kościele prawosławnym w Polsce po odzyskaniu przez ten kraj niepodległości. Jego głównymi ideologami byli ukraińscy emigranci osiedli w Polsce po klęsce dążeń niepodległościowych Ukrainy, zaś bazę masową czerpał on spośród Ukraińców żyjących w Polsce, głównie na Wołyniu, będących wyznania prawosławnego. Jego głównymi postulatami było odcięcie się Kościoła od tradycji liturgicznych proweniencji rosyjskiej, upowszechnienie języka ukraińskiego w liturgii prawosławnej oraz zapewnienie duchownym ukraińskim reprezentacji w episkopacie Kościoła.
Wymienione postulaty zostały zrealizowane jedynie częściowo ze względu na sprzeciw hierarchów, m.in. dlatego, że wszyscy biskupi PAKP, bezpośrednio po jego powstaniu, byli z pochodzenia Rosjanami, związanymi z rosyjską tradycją cerkiewną. Największy wpływ na działalność Kościoła Ukraińcy odnieśli w tym zakresie w czasie II wojny światowej, gdy trudna sytuacja metropolity warszawskiego Dionizego (Waledyńskiego) zmusiła go do poważnych ustępstw na ich rzecz. Jednak po zakończeniu wojny, w zmienionej sytuacji geopolitycznej Polski oraz Polskiego Autokefalicznego Kościoła Prawosławnego, ruch faktycznie zamarł.

## Kształtowanie się ruchu
Polski Autokefaliczny Kościół Prawosławny w momencie swojego usamodzielnienia się względem Patriarchatu Moskiewskiego posiadał hierarchię złożoną wyłącznie z biskupów narodowości rosyjskiej. Wychodziła ona z założenia, że rosyjski charakter Kościoła musi zostać zachowany. Prasa prawosławna na początku lat 20. twierdziła, że wprowadzenie do tradycji Kościoła elementów tradycji ukraińskiej lub białoruskiej będzie równoznaczne z odstępstwem od dogmatów starożytnych, dotąd najpełniej chronionych przez tradycję rosyjską. W opozycji do takiego stanowiska hierarchii od początku istnienia PAKP do II wojny światowej znajdował się ruch na rzecz ukrainizacji Kościoła, powołujący się na fakt, że Ukraińcy stanowili większość wiernych Kościoła. Według danych spisu ludności z 1931 wśród prawosławnych w Polsce było 1,5 mln Ukraińców wobec 900 tys. Białorusinów, 600 tys. Polaków, 125 tys. Rosjan oraz 700 tys. ludzi podających się za „miejscowych”. Prawosławni Ukraińcy dominowali w województwach wołyńskim i lubelskim. Janusz Żarnowski twierdzi ponadto, że z liczby 600 tys. Polaków ok. 50 tys. należy dodatkowo uznać za Ukraińców, którzy nie podali w spisie swojej prawdziwej narodowości.
Ukraińscy działacze prawosławni byli najgorętszymi krytykami podstawy prawnej działania Kościoła prawosławnego w Polsce – dokumentu o nazwie Tymczasowe przepisy o stosunku rządu do Kościoła prawosławnego w Polsce. Podobnie jak działacze rosyjscy i białoruscy, uważali dokument ten za formalne uznanie stałej ingerencji państwa w sprawy Kościoła. Domagali się jak najszybszego zwołania soboru PAKP, który mógłby wprowadzić zmiany w strukturze Kościoła. Działacze ukraińscy stali w opozycji zarówno do władz państwowych i ich polityki wobec prawosławia, jak i do hierarchii PAKP, jako złożonej w przeważającej ilości z Rosjan. Ich głównymi ośrodkami były Włodzimierz Wołyński i Brześć, a ponadto seminarium duchowne w Krzemieńcu i bractwo cerkiewne w Łucku.

## Koncepcja ukraińskiego Kościoła narodowego

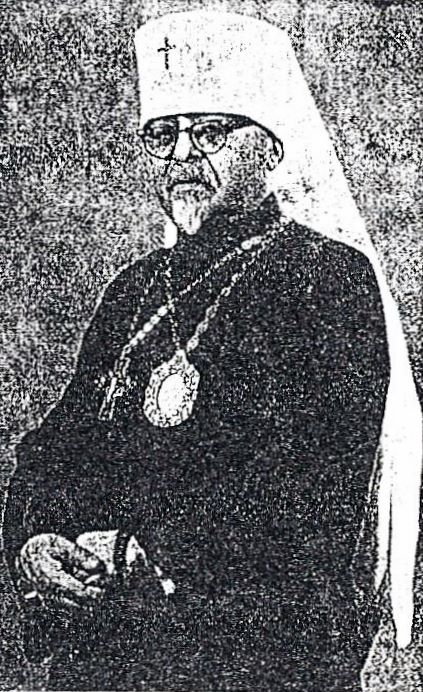
Metropolita Iłarion (Ohijenko) jako świecki działacz cerkiewny był jednym z twórców koncepcji ukraińskiego prawosławnego Kościoła narodowego

Aktywność Ukraińców w łonie Kościoła prawosławnego była związana z rozwojem ich świadomości narodowej. Znaczenie przynależności wyznaniowej podkreślali również ideolodzy rodzącego się nacjonalizmu ukraińskiego, którzy – zależnie od obszaru działania – uważali Kościół prawosławny lub greckokatolicki za potencjalny czynnik państwotwórczy. Rzadsze były głosy nawołujące do zjednoczenia Ukraińców w jednym Kościele. Prawosławni działacze niepodległościowi uważali usamodzielnienie się PAKP za szansę na uczynienie z Kościoła prawosławnego podobnej instytucji narodowej, jaką był dla Ukraińców z Galicji Kościół katolicki obrządku bizantyjsko-ukraińskiego. Za niezbędne dla realizacji tych planów uważali przeprowadzenie reform w strukturze wewnętrznej Kościoła, chcąc przede wszystkim zwiększyć rolę świeckich w jego działaniu.
Głównymi twórcami koncepcji Kościoła opartego na tradycji ukraińskiej byli działacze niepodległościowi, którzy wyemigrowali z Ukrainy naddnieprzańskiej, m.in. Ołeksandr Łotocki, Iwan Ohijenko, Dmytro Doroszenko. Głosili oni, że Kościoły wschodnie z samej swojej natury opierają się na podziale narodowościowym, zatem powstanie nowego Kościoła ukraińskiego jest naturalnym procesem. Twierdzili również, że średniowieczna metropolia kijowska była organizacją stricte ukraińską, która została zniszczona poprzez rusyfikacyjną działalność carów rosyjskich. Powrót do ukraińskiego charakteru Kościoła na ziemiach polskich traktowali jako przywrócenie pierwotnego stanu rzeczy. Teza ta wynikała z koncepcji historiograficznej, według której istniała nieprzerwana ciągłość między tradycją Rusi Kijowskiej a Ukrainy. Np. Łotocki przedstawiał następującą periodyzację dziejów Kościoła ukraińskiego:
1. Okres od przyjęcia chrześcijaństwa do najazdu mongolskiego (988–1237)
2. Do podziału metropolii kijowskiej (1237–1410)
3. Odrębność Kościoła ukraińskiego (1415–1686)
4. Zjednoczenie Kościoła ukraińskiego z rosyjskim, opór przed rusyfikacją (1686–1800)
5. Okres dominacji Kościoła rosyjskiego (1800–1915)
6. Okres po upadku caratu[11].

Autorzy koncepcji o istnieniu Kościoła ukraińskiego twierdzili, że – mimo specyfiki swojej historii – był to Kościół analogiczny w strukturze do tradycyjnie uznawanych Kościołów (Serbskiego, Rosyjskiego, Rumuńskiego itp.), posiadający specyficzne tradycje lokalne i własny dorobek w zakresie prawa kościelnego. Wykazywano, że niesłuszne jest nawet traktowanie Kościoła Rosyjskiego jako jego Kościoła-matki. Zwłaszcza Iwan Ohijenko dowodził, że język ukraiński już w XVII-XVIII wieku był na terenie metropolii kijowskiej co najmniej tak rozpowszechniony, jak cerkiewnosłowiański, przy czym dominował w kazaniach. Jego zanik uważał za wynik rusyfikacji. Za cechę Kościoła ukraińskiego podawano również dużą rolę soborów, w których uczestniczyli na równi duchowni i świeccy, oraz obieralność hierarchii. Również i w tym wypadku za powód zniszczenia tej tradycji wskazywano działalność rosyjską. Ohijenko twierdził również, że w odróżnieniu od Kościoła rosyjskiego w tradycji ukraińskiej nie istniał bliski związek między władzą świecką i kościelną, natomiast istotną tradycją było spontaniczne zaangażowanie świeckich w sprawy Cerkwi poprzez bractwa cerkiewne.
Zdaniem Papierzyńskiej-Turek koncepcje przedstawiane przez ukraińskich działaczy niepodległościowych w niektórych punktach oparte były na słabych dowodach historycznych. Ich autorom zależało jednak bardziej na zachęceniu współczesnych do zaangażowania w walkę o ukrainizację Kościoła, niż na przedstawieniu pełnych dowodów historiograficznych. W niewielkim stopniu odnosili się również do prób usamodzielnienia się Kościoła na Ukrainie podejmowanych już po 1917.

## Ruch na rzecz ukrainizacji PAKP
Za pierwszy moment wyrażenia postulatów reformy Polskiego Autokefalicznego Kościoła Prawosławnego w duchu ukraińskim uważa się zjazd duchowieństwa i świeckich diecezji wołyńskiej, jaki miał miejsce między 3 a 11 października 1921. Oprócz protestu przeciw akcji rewindykacji majątku Kościoła zjazd domagał się stopniowego wprowadzenia języka ukraińskiego do praktyki liturgicznej, poprzedzonego wprowadzenie opcjonalnej wymowy ukraińskiej języka cerkiewnosłowiańskiego w miejsce powszechnie stosowanej rosyjskiej. Na zjeździe obecny był biskup Dionizy (Waledyński), który zwrócił się następnie do metropolity Jerzego (Jaroszewskiego) z prośbą o uwzględnienie tego ostatniego postulatu. Biskupi prawosławni mieli nadzieję, że w ten sposób uniemożliwią akcję misyjną Kościoła greckokatolickiego na Wołyniu. Z tych też powodów metropolita wyraził 16 czerwca 1922 zgodę, jednak na ograniczoną skalę: język ukraiński miał być wykorzystywany jedynie w zainteresowanych tym parafiach na Wołyniu. 3 września tego samego roku zgoda ta została poszerzona. Stosowanie języka ukraińskiego na wyraźne życzenie parafian, za zgodą odpowiedniego biskupa, miało być możliwe na całym terenie objętym jurysdykcją PAKP, z użyciem przekładów nabożeństw wykonanych jeszcze w 1918 przez I. Ohijenkę. To samo dotyczyło głoszenia homilii oraz organizowania w parafiach lekcji religii w języku ukraińskim. W tym samym roku Kościół powołał specjalną komisję, która miała przygotować nowe tłumaczenie Biblii i ksiąg liturgicznych na ten język. Do 1925 działała ona jednak bardzo powoli, nie ciesząc się wsparciem władz PAKP.
Osobnym postulatem środowisk ukraińskich była rezygnacja przez metropolitę warszawskiego Dionizego z godności locum tenens diecezji wołyńskiej i przekazanie jej w ręce biskupa narodowości ukraińskiej. Sugerowano nawet podział diecezji wołyńskiej na włodzimiersko-łucką oraz krzemieniecko-ostroską tak, by obydwie katedry mogły zostać obsadzone przez Ukraińców. W 1926 pismo w tej sprawie zostało zignorowane przez metropolitę, co skłoniło Ukraińców do rezygnacji ze starań o podział diecezji. W ich publikacjach stale powracał jednak temat powołania na katedrę wołyńską hierarchy–Ukraińca.

### Rozwój ruchu pod koniec lat 20.
W 1927, mimo zakazu ze strony metropolity, miał miejsce Ukraiński Prawosławny Cerkiewny Zjazd, na czele którego stał Jan Własowski. Wzięło w nim udział 500 delegatów (kapłanów i świeckich utożsamiających się z nurtem ukraińskim w Polskim Autokefalicznym Kościele Prawosławnym) z obszaru Wołynia; organizatorzy zaprosili również 200 gości bez prawa głosu z Podlasia, Polesia oraz Chełmszczyzny. Zjazd podjął następujące uchwały:
- wystosowanie prośby do Świętego Synodu PAKP o powołanie trzech nowych biskupów narodowości ukraińskiej,
- usuwanie z życia liturgicznego Kościoła zwyczajów o pochodzeniu rosyjskim, jakie utrwaliły się w okresie zaborów,
- powszechne dopuszczenie wykorzystania języka ukraińskiego w liturgii, na życzenie parafian,
- powołanie Komitetu Cerkiewnego z Arsenijem Riczyńskim na czele, który miał koordynować dalsze działania Ukraińców wewnątrz PAKP oraz wydawać pismo Ridna Cerkwa stanowiące jego organ prasowy[22].

Organizatorzy zjazdu podjęli szeroką akcję agitacyjną, głównie poprzez publikację i kolportaż stosownych ulotek zawierających powyższe postulaty, nastawionych wyraźnie antyrosyjsko. Jednak już w czerwcu 1927 oficjalny, zorganizowany przez Święty Synod zjazd duchowieństwa i wiernych diecezji wołyńskiej odniósł się do nich negatywnie. Do wybuchu otwartego konfliktu jednak nie doszło, gdyż ruch ukraiński postanowił nie występować przeciw hierarchii kościelnej w momencie, gdy Kościół katolicki wniósł szereg pozwów przeciwko PAKP, domagając się przekazania kilkuset cerkwi. Wyrazem załagodzenia wzajemnych różnic wewnątrz Polskiego Autokefalicznego Kościoła Prawosławnego było powołanie A. Riczyńskiego na członka Rady Metropolitalnej. Ponadto metropolita Dionizy (Waledyński) ponowił zezwolenie na używanie języka ukraińskiego w tych parafiach, które wyraziły tym zainteresowanie. Tradycyjny postulat wyświęcenia biskupa–Ukraińca, nadal nie zrealizowany, powtarzał się jednak w publikacjach ukraińskiego Komitetu Cerkiewnego. Na urząd biskupa wołyńskiego oraz jego biskupa pomocniczego proponowano archimandrytów Antoniego (Marcenkę) oraz Polikarpa (Sikorskiego). Metropolita warszawski odrzucił jednak obydwie te kandydatury. Ponadto w grudniu 1928 Arsenij Riczyński został usunięty z Rady Metropolitalnej, a następnie wykluczony z Kościoła za nieposłuszeństwo wobec jego hierarchów. Decyzja ta, ogłoszona w soborze w Łucku, wywołała ogromne wzburzenie w środowiskach ukraińskich. W ramach protestu część z nich wysłała zażalenie do patriarchy Konstantynopola, żądając od niego interwencji i oddania metropolity Dionizego pod sąd biskupów. Były również przypadki prób wystąpienia z jurysdykcji PAKP na rzecz Rosyjskiego Kościoła Prawosławnego. Ponownie jednak konflikt został zażegnany. Ukraińcy mieli bowiem nadzieję na rychłe zwołanie zapowiadanego od kilku lat soboru Kościoła, na którym mogliby w sposób zgodny z prawem kanonicznym przedstawić swoje postulaty. 22 marca 1930 również Riczyński został ponownie przyjęty do Kościoła.

### Otwarte wystąpienie przeciw metropolicie

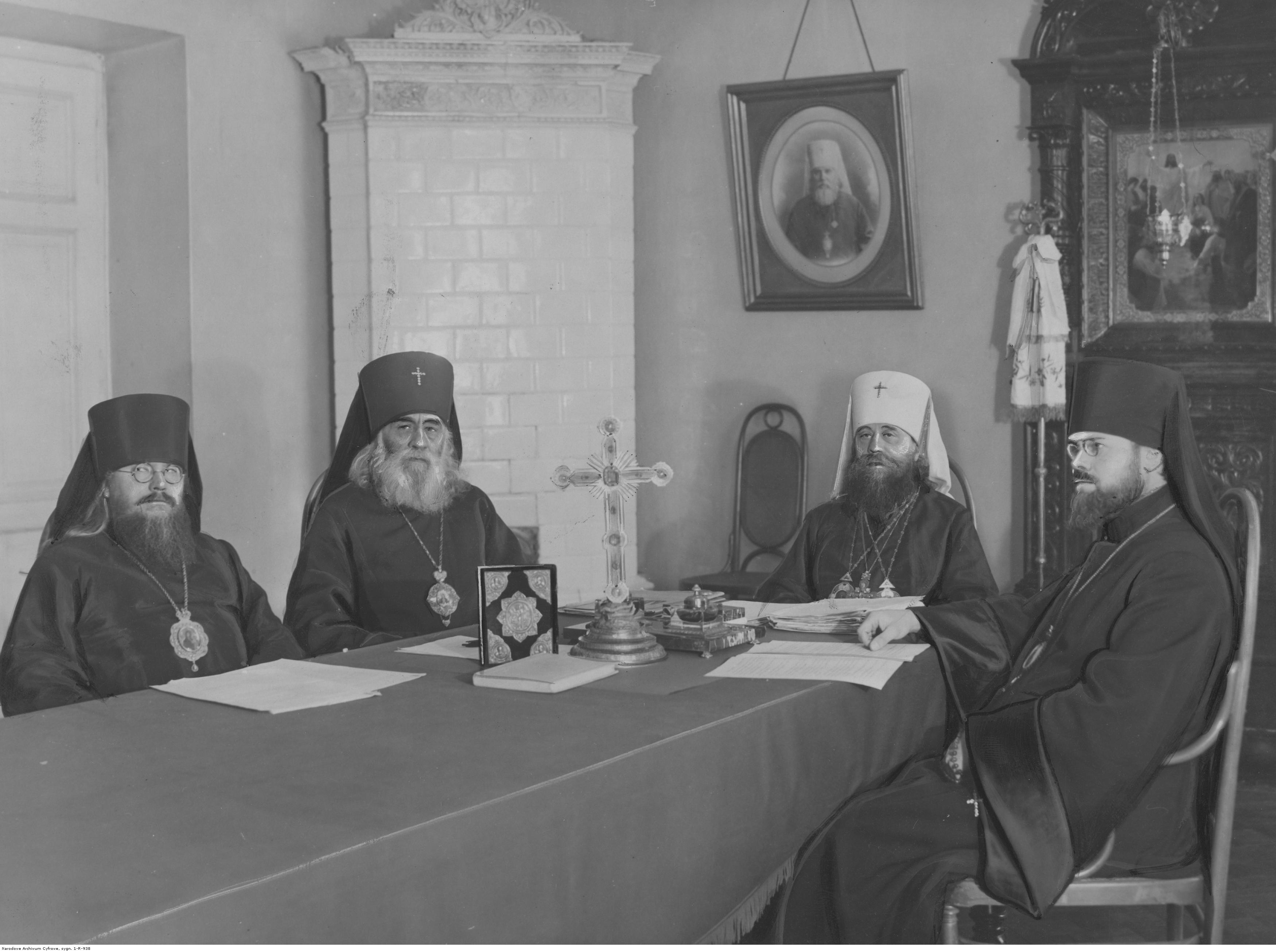
Spotkanie robocze Synodu Biskupów PAKP. Pierwszy z lewej widoczny zwolennik ruchu ukraińskiego – arcybiskup Aleksy (Hromadśkyj). Trzeci z lewej metropolita Dionizy.

Konflikt między hierarchią Kościoła a kołami ukraińskimi uwidocznił się ponownie w okresie, gdy sytuacja PAKP wydawała się być stabilniejsza, z drugiej strony stało się jednak jasnym, że spodziewany sobór nie odbędzie się w najbliższym czasie. W związku z tym wcześniej głoszone postulaty zaczęły być artykułowane ponownie, w jeszcze bardziej radykalnej formie. Metropolitę Dionizego prasa ukraińska oskarżała o wielkorosyjski szowinizm. Najostrzejszą demonstracją niechęci wobec hierarchy była demonstracja zorganizowana przez Komitet Cerkiewny 10 września 1933 przed Ławrą Poczajowską, w czasie obchodów dziesięciolecia pełnienia przez metropolitę obowiązków zarządzającego diecezją wołyńską. Kilka tysięcy Ukraińców żądało w jej trakcie usunięcia z hierarchii prawosławnej biskupów-Rosjan nieprzychylnych ukraińskiemu ruchowi narodowemu. Metropolita, który zdecydował się odpowiedzieć na przedstawione zarzuty dopiero po miesiącu na łamach Kuriera Wileńskiego, miał za sobą jedynie poparcie Synodu Biskupów i części duchowieństwa. W wymienionym artykule w zdecydowanym tonie odmawiał jakichkolwiek dalszych ustępstw wobec Ukraińców. Tak poważne zaostrzenie sytuacji w PAKP zaniepokoiło władze państwowe, które zażądały od metropolity Dionizego uspokojenia nastrojów i powołania na katedrę wołyńską biskupa narodowości ukraińskiej. Postulat ten został spełniony i nowym arcybiskupem został dotychczasowy arcybiskup grodzieński, Aleksy (Hromadśkyj). Poparcie ze strony władz dla ruchu było sytuacją wyjątkową. Z reguły bowiem kolejne rządy polskie uważały popieranie ruchu ukraińskiego poprzez jego wpływy w Kościołach za niecelowe i sprzeczne z dobrem kraju.
Objęcie katedry wołyńskiej przez arcybiskupa Aleksego i powołanie biskupa Polikarpa (Sikorskiego) jako biskupa pomocniczego w tej samej diecezji zostało przyjęte przez ruch ukraiński bardzo pozytywnie. Hierarcha ten od początku realizował postulaty ruchu, wprowadzając język ukraiński do nabożeństw, nauczania religii, a także do codziennej działalności cerkiewnej administracji. W latach 30. odnotowano również ożywienie działalności komisji zajmującej się tłumaczeniem tekstów liturgicznych na język ukraiński. 8 lutego 1936 wydawnictwo metropolii warszawskiej opublikowało opracowany przez nią tekst Świętej Liturgii Jana Chryzostoma oraz nabożeństwa panichidy.
Dzięki poparciu przez wojewodę wołyńskiego Henryka Józewskiego lokalnych inicjatyw na rzecz ukrainizacji poszczególnych parafii w 1930 w diecezji wołyńskiej działało 49 placówek duszpasterskich, w których obowiązywał język ukraiński. W innych diecezjach tego rodzaju parafie nie powstały.

## II wojna światowa

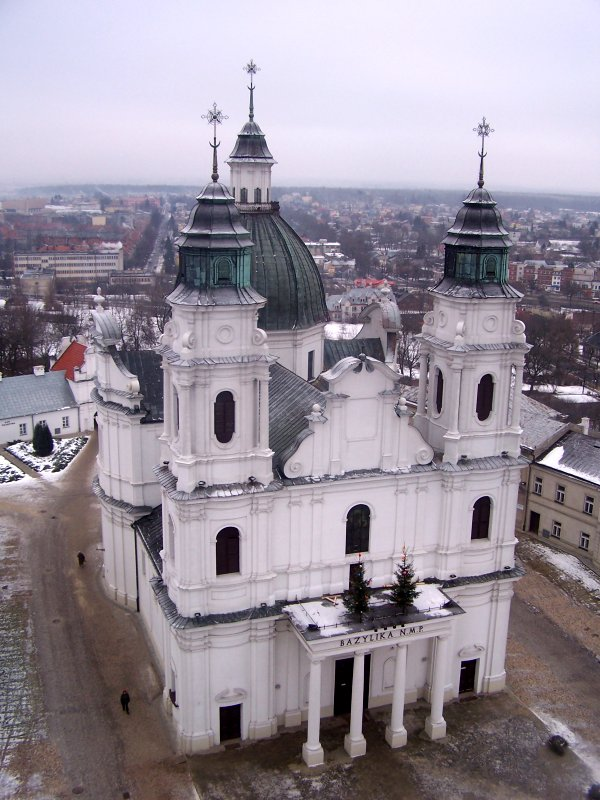
Bazylika Narodzenia Najświętszej Maryi Panny w Chełmie. Jej przejęcie przez prawosławnych w maju 1940, przy wsparciu władz okupacyjnych, stało się symbolem sukcesów ruchu na rzecz ukrainizacji Kościoła prawosławnego w Polsce w czasie II wojny światowej

Po podbiciu Polski przez III Rzeszę 27 listopada 1939 władze nazistowskie odsunęły metropolitę Dionizego od zarządzania PAKP i uwięziły w areszcie domowym w Otwocku. Pełniącym obowiązki metropolity warszawskiego i całej Polski został biskup berliński i niemiecki Rosyjskiego Kościoła Prawosławnego poza granicami Rosji Serafin (Lade). Odnosił się on w sposób przychylny do ruchu ukraińskiego w Kościele, co uzasadniał faktem, iż Ukraińcy stanowili większość jego wiernych. Równocześnie jednak jego przynależność do Rosyjskiego Kościoła Prawosławnego poza granicami Rosji, struktury jednoznacznie utożsamiającej się z nacjonalizmem rosyjskim, budziła niechęć ze strony liderów środowisk ukraińskich. Dlatego działacze Komitetu Cerkiewnego starali się przekonać uwięzionego metropolitę do poparcia dążeń Ukraińców do autokefalii, jak również do ogłoszenia przezeń ponownego przejęcia rządów w Kościele. Metropolita przystał wówczas na wyświęcenie w przyszłości dwóch biskupów narodowości ukraińskiej i nadanie językowi ukraińskiemu statusu oficjalnego języka PAKP. 23 września 1940, w czasie audiencji u Hansa Franka, metropolita Dionizy złożył deklarację lojalności, za co pozwolono mu powrócić na urząd zwierzchnika PAKP. W tydzień później Sobór Biskupów Autokefalicznego Kościoła Prawosławnego w Generalnej Guberni (złożony z metropolity Dionizego oraz biskupa Tymoteusza (Szrettera)) zatwierdził dalsze decyzje uzgodnione z Ukraińcami: powołanie obok diecezji warszawskiej również diecezji krakowsko-łemkowskiej oraz chełmsko–podlaskiej, których zwierzchnikami zostali działacze ukraińskiego ruchu narodowego, którzy złożyli śluby zakonne. Byli to Iwan Ohijenko, który przyjął imię zakonne Hilarion (Iłarion), oraz Piotr Widybida-Rudenko, odtąd znany jako Palladiusz. Biskupi ci w praktyce zdominowali działalność Soboru Biskupów, nie dopuszczając m.in. do chirotonii biskupiej archimandryty Teofana (Protasiewicza), który nie był Ukraińcem. Doprowadzili również do tego, że cała literatura cerkiewna wydawana w Warszawie była ukraińskojęzyczna. Szczególne sukcesy w zakresie upowszechniania języka ukraińskiego wśród prawosławnych biskupi odnieśli w diecezjach chełmsko–podlaskiej oraz warszawskiej. W pierwszej z wymienionych diecezji działalność biskupa Hilariona wpisywała się w szerzej zakrojoną akcję ukrainizacyjną.
Sam metropolita Dionizy, zdaniem Antoniego Mironowicza, był w tym czasie przekonany o trwałości zwycięstwa III Rzeszy na Polską i rychłym upadku ZSRR. Przewidywał całkowitą ukrainizację Kościoła prawosławnego w nowych warunkach politycznych, dlatego sam się do niej włączył – odprawiał nabożeństwa w soborze św. Marii Magdaleny w Warszawie w języku ukraińskim i w tym języku wydawał prasę cerkiewną. Pragnął również – wbrew zastrzeżeniom i zakazom władz nazistowskich – przekształcić Autokefaliczny Kościół w Generalnej Guberni w Ukraiński Autokefaliczny Kościół Prawosławny, co oddawałoby strukturę narodowościową Kościoła. Odmienne zdanie nt. postawy metropolity w tym okresie przedstawia Kazimierz Urban. Jego zdaniem Dionizy zgodził się na otwarcie w Warszawie parafii z językiem liturgicznym ukraińskim i udostępnił jej sobór metropolitalny, sam jednak służył wyłącznie w jego dolnej świątyni, w języku cerkiewnosłowiańskim lub rosyjskim.
Wiosną 1944 ukraińscy biskupi Kościoła w Generalnej Guberni przedstawili wniosek o zmianę jego nazwy na Ukraiński Autokefaliczny Kościół Prawosławny, który został jednak odrzucony z powodu nieprzychylnej postawy okupacyjnych władz niemieckich. Było to ostatnie posiedzenie Soboru Biskupów w ukształtowanym w czasie wojny składzie. Ofensywa Armii Czerwonej zmusiła Iłariona (Ohijenkę) i Palladiusza (Widybidę-Rudenkę) do wyjazdu na Słowację, a następnie (po krótkim powrocie do Zakopanego) – do emigracji do Austrii. Gdy wojska radzieckie zajęły również Wiedeń, obydwaj hierarchowie udali się do Szwajcarii.